# Lohmar
Lohmar är en stad i den tyska delstaten Nordrhein-Westfalen, belägen cirka 20 kilometer öster om Köln och 15 kilometer nordost om Bonn. Staden har cirka 31 000 invånare, på en yta av 66 kvadratkilometer, och är en del av storstadsområdet Rheinschiene.

## Vänorter
Lohmar har följande vänorter:
- Eppendorf, Tyskland, sedan 1990
- Frouard, Frankrike, sedan 1974
- Pompey, Frankrike, sedan 1974
- Vila Verde, Portugal, sedan 1986
- Żarów, Polen, sedan 2007